# Stupîcine, Katerînopil
Stupîcine (în ucraineană Ступичне) este o comună în raionul Katerînopil, regiunea Cerkasî, Ucraina, formată numai din satul de reședință.

## Demografie
Componența lingvistică a comunei Stupîcine
     Ucraineană (98,81%)
     Alte limbi (1,19%)
Conform recensământului din 2001, majoritatea populației comunei Stupîcine era vorbitoare de ucraineană (98,81%), existând în minoritate și vorbitori de alte limbi.

## Legături externe
- pl Stupiczna în Dicționarul geografic al Regatului Poloniei și al altor țări slave, volum XI (Sochaczew — Szlubowska Wola) 1890